# Philip Burne-Jones

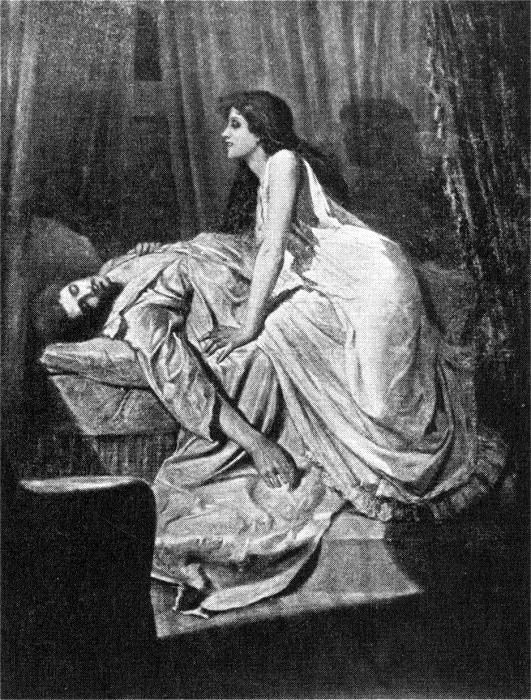
El Vampiro, la obra más famosa de Philip Burne-Jones

Sir Philip William Burne-Jones, segundo baronet (Londres; 1 de octubre de 1861-Ibidem; 21 de junio de 1926) fue el hijo mayor del prerrafaelista británico Sir Edward Burne-Jones. Se convirtió en un pintor muy conocido por derecho propio, con más de sesenta pinturas, que incluyen retratos, paisajes, y fantasías poéticas.

## Vida y carrera artística
Nació en Londres en 1861 y se educó en el Marlborough College. Asistió a la Universidad de Oxford durante dos años, pero abandonó los estudios. Para calmar a sus padres por haber tomado esta decisión, accedió en recibir clases de pintura en Londres.
Philip decidió dedicarse seriamente a la pintura. Tan grande fue su maestría que llegó a exponer su obra en conocidas galerías de Londres y París. La Royal Academy of Arts expuso su obra en once ocasiones entre 1898 y 1918 y también se mostró en el Salón de París de 1900. Allí exhibió el retrato de su padre, actualmente en National Portrait Gallery. Retrató a muchos personajes conocidos de la época.
Su obra más famosa, El Vampiro, representa a una mujer sobre un hombre inconsciente. Se cree que es un retrato de la actriz Patrick Campbell, con quien Burne Jones estuvo vinculado sentimentalmente. El retrato también inspiró el poema de Rudyard Kipling del mismo nombre.
La fama de su padre fue una carga para él, ya que durante toda su vida compararon desfavorablemente su obra con la de este.
Su padre fue nombrado baronet en 1894, por lo que a su muerte en 1898, Philip heredó el título. Se dice que su padre había aceptado dicho título porque Philip ansiaba heredarlo.
Philip visitó los Estados Unidos en 1902, donde era muy conocido entre la sociedad más elegante. Vivió la mayor parte de su vida en Londres, donde murió en 1926.

## Obra
La "National Portrait Gallery" de Londres cuenta con tres obras de Sir Philip Burne-Jones:
- Sir Edward Coley Burne-Jones (1898)
- Rudyard Kipling (1899)
- Sir Edward John Poynter (1909)

### Galería

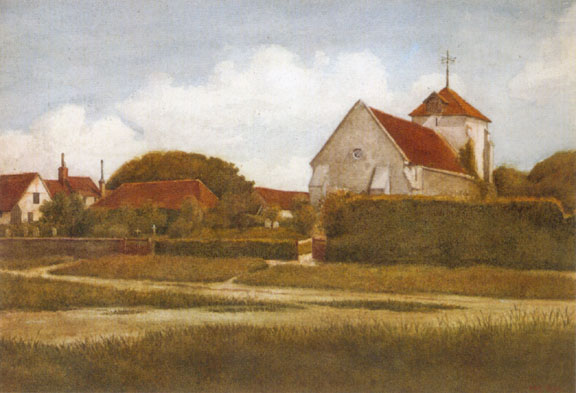
The Village Church, Rottingdean (1891)
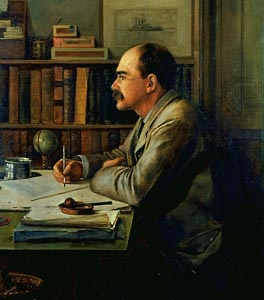
Rudyard Kipling (1899)
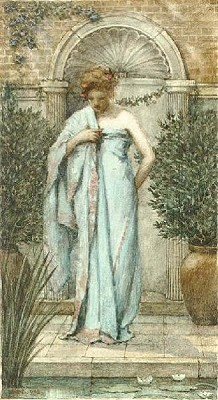
After the Bath (1908)
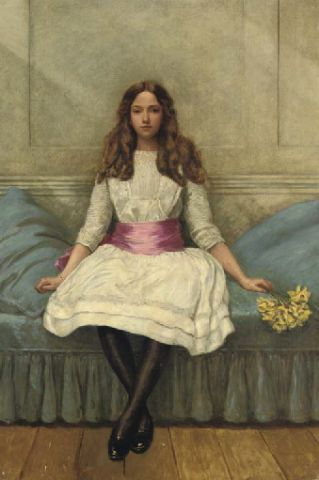
Irene Spencer (1912)